# Yolande de Polastron
Yolande de Polastron (teljes születési nevén Yolande Martine Gabrielle de Polastron; Párizs, Franciaország, 1749. szeptember 8. – Bécs, Ausztria, Szent Római Birodalom, 1793. december 9.), vagy házasságát követően közismert nevén Polignac hercegné (franciául: Duchesse de Polignac), a 18. század végi francia királyi udvar egyik legismertebb és legbefolyásosabb alakja, mint a királyné, Marie Antoinette egyik legközelebbi barátja és bizalmasa.
Kora ünnepelt szépsége volt, aki eleganciája, humora és intelligenciája révén vált a királyi család legbelsőbb körének tagjává. Azonban a királynéval való közeli viszonya, amely révén kivételes kegyekben részesült, emellett extravagáns életmódja miatt sok ellenséget szerzett magának, és a francia forradalom idejére a forradalmárok egyik fő célpontjává vált. Lamballe hercegnével ellentétben, aki a felheccelt párizsi tömeg áldozatául esett, Gabrielle családjával együtt sikeresen elmenekült az országból.
Polignac hercegné XVI. Lajos francia király udvarának egyik legemblematikusabb szereplője, a francia történelem egyik vitatott alakja. Kettős megítélésének része, hogy személye az ancien régime dekadenciájának jelképe, a monarchia bukásának egyik előidézője, míg más olvasatban a hercegné csupán életmódjával könnyedén válhatott a forradalmi propaganda egyik legfőbb áldozatává. A királynéval való kapcsolatát számos irodalmi és történelmi mű, valamint film is feldolgozta már. Sofia Coppola ismert Marie Antoinette c. életrajzi filmjében személyét Rose Byrne alakította.

## Élete
Jean François Gabriel Comte de Polastron és Jeanne Charlotte Hérault gyermekeként született 1749. szeptember 8-án Párizsban. Családjával még gyermekkorában leköltöztek vidékre, a franciaországi Languedoc tartományba, ahol csupán hároméves volt, amikor édesanyja meghalt. 16 évesen eljegyezték Jules de Polignac herceggel, aki három évvel volt idősebb nála. 1767. július 7-én házasodtak össze, házasságuk évei alatt összesen négy gyermekük született, elsőként Aglaé Louise Françoise Gabrielle de Polignac 1768. május 7-én, majd Armand Jules Marie Héracle de Polignac 1771. január 11-én, őt követte ifjabb Jules de Polignac 1780. november 10-én (ő később 1829-ben Franciaország miniszterelnöke lett) és utolsóként Camille Henri Melchior de Polignac 1781. december 27-én.
1775-ben sógornője meghívta a hercegnét és annak férjét a versailles-i királyi udvarba, ahol szoros barátságot kötött Mária Antónia francia királynéval, és még a király, XVI. Lajos öccsének, Artois grófjának szimpátiáját is elnyerte. Nem volt nehéz megszerettetnie magát Mária Antónia királynéval, akivel megannyi közös vonásuk volt, hiszen mindketten rajongtak a luxusért, a szép és elegáns, olykor extravagáns és modern ruhákért, a finom és drága édességekért, a pezsgőért, és persze a csinos és vonzó férfiakért, valamint a vidám és zajos partikért, ahol mindig hatalmas baráti társaság gyűlt össze egy jót szórakozni. A királyi párral fenntartott jó viszonya révén ő és férje 1780-ban megkapták a hercegi címet, így férje herceg, ő pedig hercegné lett. 1785-ben, a királyné második fiának születése után a hercegné Angliába látogatott, ahol olyan neves barátokkal büszkélkedhetett, mint Georgiana Spencer Cavendish, Devonshire hercegnéje, aki lényegében ugyanazt a társasági szerepkört töltötte be az arisztokraták összejövetelein, mint ő maga Versailles-ban.
1789-re már annyira elmérgesedett a királyi pár, a francia nemesség és a nép közötti viszony, hogy az összegyűlt elégedetlenkedő, párizsi tömegek július 14-én elfoglalták a rettegett városi börtönt, a Bastille-t, és a polgármester, a király, a királyné és egyes arisztokraták fejét követelték, mivel nehezményezték, hogy míg a nemesek és az uralkodópár, főként a királyné pazarló, luxuséletet él, addig ők nap mint nap éhezni kénytelenek a magas adók miatt. Polignac hercegné előrelátó módon, sejtve, hogyha az országban marad, a feldühödött csőcselék elfogja és kivégzi őt és családját is, svájci száműzetésbe vonult, hogy mentse az életüket, ám levelezés útján továbbra is fenntartotta a kapcsolatot a királynéval, aki a forradalom kitörése után fogoly lett családjával együtt.
Kényszerű svájci tartózkodása évei alatt a hercegné egészsége igen megrendült, később Ausztriába utazott, ahol 1793. december 9-én, mindössze 44 évesen érte őt a halál Bécsben, Mária Antónia szülőhazájában, miután értesült a királyné kivégzéséről. Fia, Jules herceg politikai pályán érvényesült X. Károly (azelőtt Artois grófja) uralkodása idején, elsőszülött lányáról, Aglaé-ról pedig csupán annyit tudni, hogy 1803-ban vesztette életét egy tűzvész során. Yolande de Polastron Polignac hercegnéje kései leszármazottai között ott van a monacói Karolina hercegnő, Stefánia hercegnő és Albert herceg is.

## Fordítás
- Ez a szócikk részben vagy egészben  a   Yolande de Polastron című angol Wikipédia-szócikk fordításán alapul.  Az eredeti cikk szerkesztőit annak laptörténete sorolja fel. Ez a jelzés csupán a megfogalmazás eredetét és a szerzői jogokat jelzi, nem szolgál a cikkben szereplő információk forrásmegjelöléseként.